# Украинцы или малороссы?
«Украинцы или малороссы?» (рус. дореф. «Украинцы или малороссы? Національное самоопредѣленіе населенія Южной Россіи», известно также под названиями: «Наше национальное имя» и «К вопросу о самоопределении населения Южной России») — произведение политика и публициста Анатолия Савенко, политический памфлет. Первоначально в виде статьи опубликовано в сборнике «Малая Русь» в 1918 году в Киеве, затем в 1919 году в трудах Подготовительной по национальным делам комиссии в Одессе и в том же году изданное отдельной брошюрой в Ростове-на-Дону. Являлось одним из идеологически-программных документов Добровольческой армии в 1919 году в ходе Гражданской войны на территории Украины. Переиздано в сборнике «Украинский сепаратизм в России. Идеология национального раскола» в 1998 году.

## История

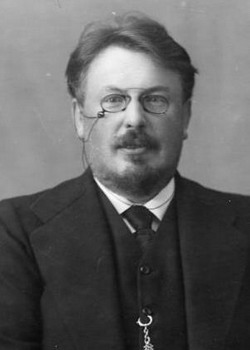
Автор, политик и публицист Анатолий Савенко

Ещё летом 1917 года Василий Шульгин и его единомышленники начали выступать политическими оппонентами «украинцев-самостийников» — сторонников независимости Украины. В конце 1917 года этой группой было решено выпустить специализированное издание, которое позволило бы более чётко изложить позицию в «украинском вопросе» держащихся принципов единения Украины с Россией «богдановцев» — в противовес «мазепинцам». Первый выпуск этого сборника, получившего название «Малая Русь», вышел в 1918 году в Киеве. В этом сборнике была размещена статья бывшего депутата государственной думы IV созыва, известного киевского политика и публициста Анатолия Савенко с названием «Наше национальное имя». «Энциклопедией истории Украины» данная статья Савенко была отмечена в числе важнейших работ этого сборника.
Савенко в разгар Гражданской войны покинул Киев и оказался в расположении Добровольческой армии, где стал одним из первых сотрудников шульгинской секретной организации «Азбука», получив в ней кодовое имя «Аз». В добровольческой Одессе с небольшими изменениями текст его киевского произведения был повторно опубликован в 1919 году в сборнике статей по малорусскому вопросу, изданному Подготовительной по национальным делам комиссией под председательством историка, профессора Ивана Линниченко. Изменено было и название произведения Савенко, здесь оно называлось «К вопросу о самоопределении населения южной России». Савенко весной 1919 года писал одесскому военному губернатору Алексею Гришин-Алмазову, что основным лозунгом белых в Малороссии должен стать «лозунг борьбы с изменническим украинством».
Командование Белого движения на Юге России придавало политическому опыту Савенко большое значение и в 1919 году текст его сочинения был опубликован в Ростове-на-Дону отдельной брошюрой с названием «Украинцы или малороссы?». Данная брошюра предназначалась для идеологического обеспечения ведения боевых действий добровольцев на Украине. После взятия Киева Добровольческой армией Анатолий Савенко возвратился в Киев, был назначен начальником Киевского отделения ОСВАГа — агитационного органа Белого движения на Юге России — и стал фактическим главой Киева осенью 1919 года. Многие постулаты этой брошюры стали основой национальной политики Белого движения в Киеве и Малороссии (как белое руководство официально называло Украину) в 1919 году.
В советское время брошюра Савенко «Украинцы или малороссы?», изданная в Ростове-на-Дону в 1919 году, входила в число запрещенных книг, подлежащих изъятию из библиотек и книготорговой сети.
В 1998 году статья была переиздана в России в сборнике «Украинский сепаратизм в России. Идеология национального раскола» под редакцией Михаила Смолина с названием одесского варианта: «К вопросу о самоопределении населения южной России».

## Содержание
В брошюре Савенко выступал «с критикой „украинства“, подчеркивая неразрывную связь Малороссии с Великой Россией». Произведение Савенко ставило своей целью убедить общественное мнение в отсутствии каких бы то ни было оснований для политической самостоятельности украинского народа. Сам Савенко, сын переяславского казака, идентифицирующий себя малороссом, выражал мнение, что термин «украинец» правильно употреблять не в национальном, а в областнически-территориальном смысле. «Иначе говоря, — утверждает автор, — те жители Малороссии, которые считают себя русскими, иногда употребляют слово украинцы, но в таком же точно значении, в каком русские, что живут, например, в Сибири, называют себя сибиряками». Как и многие другие авторы этого периода (А. Стороженко, И. Линниченко и др.), Савенко научным творцом украинского сепаратизма называет Михаила Грушевского, который изобрёл для украинцев и особое национальное имя, и украинский язык.
Савенко акцентирует внимание на том, что противники украинского движения, а в особенности — интеллигенция края, действовали в начале XX века не менее активно, чем сторонники этого движения, и в политическом, и в научном смысле. Также он обращает на незначительный процент голосовавших за украинские партии во всех местных и государственных выборах в Российской империи, а также на выборах в Учредительное собрание.
Савенко анализирует данные «о предпочтении жителей Малороссии в области прессы» в начале XX века, и приходит к выводу, что пресса на русском языке многократно превосходила прессу на украинском языке по объёмам изданий и востребованности.

## Оценки
Украинский политолог и историк Дмитрий Корнилов писал о работе Савенко, что с точки зрения её исторической ценности она неравнозначна: «Почти половину статьи он посвящает доказательству того, что со времен Древней Руси население Поднепровья всегда именовало себя русским, русскими называли себя во всех документах все киевские князья, русскими считали себя запорожские казаки и их предводители» — и занимался тому подобными изысканиями, являющимися «спором о терминах», не представляющими сейчас интереса и являющиеся непонятными современному обществу. И только другую половину работы — предоставляет ценным фактам, современником которых он был.

## Критика
В советский период произведение Савенко находилось под запретом. Среди немногочисленных упоминаний о нём в печати было, например, такое, размещённое в № 2 за 1927 год в газете «Вечерний Киев»:

Видный оратор, журналист и депутат Государственной думы — идеолог дворянско-помещичьего класса. Друг Шульгина. Пламенный организатор и вдохновитель дела Бейлиса и многих других «дел». Автор реакционных брошюр (напр. «Украинцы или малороссы?»). Знаменитый начальник деникинского «агитпропа» — ОСВАГА. Жалкий эмигрант на острове Халки. Такова карьера этого гвардейца во фраке, заглушавшего когда-то своим зычным голосом крамольные речи думских ораторов.
— 
В современных исследованиях иногда существуют оценки брошюры Савенко как «скандальной».

## Варианты издания

### В бумажных изданиях
- Савенко А. И. Наше национальное имя // Ред. В. Шульгин. Малая Русь. : сборник. — Киев: Паевое товарищество, 1918. — Вып. 1. — С. 20—32.
- Савенко А. И. К вопросу о самоопределении населения южной России // Труды подготовительной по национальным делам комиссии, малорусский отдел. — Одесса, 1919. — Вып. 1.  Сборник статей по малорусскому вопросу.
- Савенко А. И. Украинцы или малороссы? (Национальное самоопределение населения Южной России). = Украинцы или Малороссы? Національное самоопредѣленіе населенія Южной Россіи. — Ростов-на-Дону, 1919. — 32 с.
- Савенко А. И. К вопросу о самоопределении населения южной России // Украинский сепаратизм в России. Идеология национального раскола. — Москва, 1998. — С. 291—300. — 432 с. — (Пути русского имперского сознания). — 5000 экз. — ISBN 5-89097-010-0.

### В электронных изданиях
- Савенко А. И. К вопросу о самоопределении населения южной России. Украинские Страницы. История национального движения Украины (ukrstor.com) (31 марта 2002). — Опубликована с сокращениями из сб. «Украинский сепаратизм в России. Идеология национального раскола». Дата обращения: 4 августа 2012. Архивировано из оригинала 16 апреля 2012 года.
- Савенко А. И. К вопросу о самоопределении населения Южной России (электронная публикация). Эл № 77-6567, публ.10210. «Академия Тринитаризма» (25 января 2003). Дата обращения: 4 августа 2012.